# Каргалик
Каргалик (уйг. قاغىلىق, Қағилиқ, Қарғилиқ) або Єчен (кит. 叶城, пін. Yèchéng) —- містечко в окрузі Кашгар Сіньцзян-Уйгурського автономного району КНР, адміністративний центр повіту Каргалик.

## Географія
Розташоване за 249 км на північний захід від Кашгара та на таку саму відстань на південь від Мазара[джерело?].

### Клімат
Містечко знаходиться у зоні, котра характеризується кліматом пустель помірного поясу. Найтепліший місяць — липень із середньою температурою 25 °C. Найхолодніший місяць — січень, із середньою температурою -4,7 °С.
| Клімат Каргалика        | Клімат Каргалика | Клімат Каргалика | Клімат Каргалика | Клімат Каргалика | Клімат Каргалика | Клімат Каргалика | Клімат Каргалика | Клімат Каргалика | Клімат Каргалика | Клімат Каргалика | Клімат Каргалика | Клімат Каргалика | Клімат Каргалика |
| Показник                | Січ.             | Лют.             | Бер.             | Квіт.            | Трав.            | Черв.            | Лип.             | Серп.            | Вер.             | Жовт.            | Лист.            | Груд.            | Рік              |
| Середній максимум, °C   | 1,2              | 6,3              | 14,9             | 22,7             | 27,1             | 30,6             | 32               | 30,6             | 26,3             | 20               | 11,7             | 3,1              | 18,9             |
| Середня температура, °C | −4,7             | 0,5              | 8,4              | 15,8             | 20,1             | 23,5             | 25               | 23,8             | 19,3             | 12,4             | 4,5              | −2,8             | 12,2             |
| Середній мінімум, °C    | −9,6             | −4,4             | 2,8              | 9,5              | 13,7             | 17,1             | 18,9             | 17,9             | 13,2             | 6                | −1,2             | −7,5             | 6,4              |
| Норма опадів, мм        | 2.7              | 2.1              | 5.8              | 6.3              | 9.6              | 10.4             | 8.2              | 8.6              | 8.6              | 1.7              | 1.1              | 1.5              | 66.6             |
| Вологість повітря, %    | 59               | 51               | 42               | 35               | 38               | 41               | 45               | 49               | 51               | 49               | 50               | 60               | 47.5             |
| ----------------------- | ---------------- | ---------------- | ---------------- | ---------------- | ---------------- | ---------------- | ---------------- | ---------------- | ---------------- | ---------------- | ---------------- | ---------------- | ---------------- |
| Джерело: data.cma.cn    |                  |                  |                  |                  |                  |                  |                  |                  |                  |                  |                  |                  |                  |